# Peppermint
Peppermint is een Amerikaanse wraak-actiefilm uit 2018 van regisseur Pierre Morel met Jennifer Garner in de hoofdrol.

## Verhaal
Bankbediende Riley North en haar man hebben financiële problemen. Desondanks gaat die laatste niet in op een aanbod om drugsbaron Diego Garcia te beroven. Garcia krijgt lucht van het complot en laat een moordaanslag plegen op Riley's man, waarbij niet alleen hij maar ook hun tienjarige dochter wordt doodgeschoten. (De titel van de film verwijst naar de smaak van het ijsje dat zij kort daarvoor kreeg op de kermis.) De corrupte openbaar aanklager en rechter laten de drie daders gaan.
Vijf jaar later heeft Riley zich bekwaamd in gevechtstechnieken en keert terug naar Los Angeles, waar ze een wapenwinkel overvalt. Daarna vermoordt ze de drie daders, hun advocaat, de openbaar aanklager en de rechter. Vervolgens richt ze haar aandacht op Garcias drugshandel, waarop Garcia alles in het werkt stelt om haar uit te schakelen.
De rechercheur op de zaak blijkt ook corrupt te zijn en leidt Garcia tot bij Riley in een daklozenbuurt. Net op tijd komen andere agenten aan en Garcia probeert te vluchten. Riley krijgt hem te pakken en schiet hem dood, waarop ze zelf door de politie wordt neergeschoten. In het ziekenhuis spreekt een andere rechercheur zijn bewondering uit en overhandigt haar de sleutel van de handboeien waarmee ze is vastgemaakt.

## Rolverdeling
- Jennifer Garner als Riley North.
- John Gallagher Jr. als rechercheur Stan Carmichael.
- John Ortiz als rechercheur Moises Beltran.
- Annie Ilonzeh als FBI-agent Lisa Inman.
- Juan Pablo Raba als Diego Garcia, de drugsbaron.
- Jeff Hephner als Christopher North, Rileys man.
- Cailey Fleming als Carly North, Rileys dochtertje.

## Uitgave en ontvangst
Peppermint ging op 28 augustus 2018 in première in Los Angeles. Op 8 september was de Belgische première op het Filmfestival van Oostende. In de meeste landen verscheen de film in het najaar van 2018 in de bioscoopzalen, waar hij zo'n 44,5 miljoen euro opbracht, tegenover een productiekost van zo'n 20,6 miljoen euro.
De recensenten waren negatief over de prent. Bij Rotten Tomatoes behaalt hij 12% met als consensus dat Garners sterke acteerwerk teloorgaat aan een somber verhaal over wraak nemen zonder unieke plotwendingen of spanning. Zo ook bij Metacritic, waar de gemiddelde score 29% bedraagt.